# Microhydromys musseri
Microhydromys musseri é uma espécie de roedor da família Muridae.
Apenas pode ser encontrada na Papua-Nova Guiné.
Os seus habitats naturais são: regiões subtropicais ou tropicais húmidas de alta altitude.